# Dicranella pomiformis
Dicranella pomiformis là một loài Rêu trong họ Dicranaceae. Loài này được (Griff.) A. Jaeger mô tả khoa học đầu tiên năm 1872.